# Closterocerus mirabilis
Closterocerus mirabilis är en stekelart som beskrevs av Edwards och La Salle 2004. Closterocerus mirabilis ingår i släktet Closterocerus och familjen finglanssteklar. Inga underarter finns listade i Catalogue of Life.